# Сопровождая меня
Сопровождая меня (исп. Acompáñame) — мексиканский драматический телесериал 1977 года производства телекомпании Televisa.

## Сюжет
Аманда и её две сестры Ракель и Эсперанса родились и дружно выросли в Такубае. Их жизни полностью изменились, когда они все трое вышли замуж. Аманда стала профессионалом своего дела и вышла замуж за Эстебана и родила ему троих детей, но счастье внезапно оборвалось после того, как супруг заболел раком и скончался. Ракель стала красивой и богатой женщиной, но гордой и легкомысленной. Она вышла замуж за хорошего человека Октавио и родила ему сына и резко растолстела после этого и со временем она привела свою фигуру в идеальный вид и больше не хотела никого рожать из-за страха потерять стройную фигуру. Эсперанса вышла замуж за Эфрейна и родила тому 10 детей, тем временем на работе у Эфрейна сократили зарплату и большая семья вынуждена жить в условиях крайней нищеты. Из-за неурядиц Эфрейн пристрастился к алкоголю и заставил впасть Эсперансу в крайнее отчаяние, но благодаря помощи Аманды, семью удалось сохранить, ещё она помогала во всём и семье Ракель.

## Создатели телесериала

### В ролях
- Сильвия Дербес - Аманда
- Китти де Ойос - Ракель
- Магда Гусман - Эсперанса
- Марта Аура - Ангустиас
- Фернандо Ларраньяга - Эстебан
- Карлос Монден - Октавио
- Рауль "Чато" Падилья - Эфрен
- Марта Завалета - Йоланда
- Элизабет Дупейрон - Рита
- Мария Рохо - Марта
- Хорхе Ортис де Пинедо - Федерико
- Тони Карбахаль - доктор Белтран
- Октавио Галиндо - Альберто
- Майя Рамос - Мария Луиса
- Сильвия Марискаль - Адриана
- Рамон Арайса - Фабиан
- Лили Инклан - Флавия
- Сульи Кейт - Мерседес
- Лаура Сапата - Карла
- Гильермо Хиль - Хесус
- Лурдес Канале - Эстела
- Хорхе Лават - доктор
- Долорес Беристайн - соседка
- Бланка Торрес - социальный работник
- Эдуардо Рохас - Какомихтле
- Луис Торнер
- Фабиан
- Эрика Буэнфиль
- Луис Вега
- Алехандро Аура

### Административная группа
- оригинальный текст: Карлос Ольмос
- адаптация: Мигель Сабидо
- музыкальная тема заставки: Acompáñame
- композитор: Фелипе Хиль
- режиссёры-постановщики: Мигель Сабидо, Луис Вега
- продюсер: Ирене Сабидо